# Olympische Winterspiele 1948/Teilnehmer (Vereinigte Staaten)
| Gelbes Symbol für Goldmedaillen mit stilisierten Olympischen Ringen | Graues Symbol für Silbermedaillen mit stilisierten Olympischen Ringen | Braundes Symbol für Bronzemedaillen mit stilisierten Olympischen Ringen |
| ------------------------------------------------------------------- | --------------------------------------------------------------------- | ----------------------------------------------------------------------- |
| 3                                                                   | 4                                                                     | 2                                                                       |

Die Vereinigten Staaten nahmen an den V. Olympischen Winterspielen 1948 in St. Moritz mit einer Delegation von 69 Athleten, davon zehn Frauen, teil.
| Männliche Teilnehmer aus den Vereinigten Staaten | Männliche Teilnehmer aus den Vereinigten Staaten | Männliche Teilnehmer aus den Vereinigten Staaten | Männliche Teilnehmer aus den Vereinigten Staaten | Männliche Teilnehmer aus den Vereinigten Staaten |
| Sportart                                         | Sportler | Disziplin                                        | Platz                                            | Bemerkung                                        |
| ------------------------------------------------ | --- | ------------------------------------------------ | ------------------------------------------------ | ------------------------------------------------ |
| Bob                                              | James Bickford Thomas Hicks Donald Dupree William Dupree | Viererbob                                        | Bronze                                           | USA I                                            |
| Bob                                              | Francis William Tyler Patrick Martin Edward Rimkus William D’Amico | Viererbob                                        | Gold                                             | USA II                                           |
| Bob                                              | Tuffield Latour Leo Martin | Zweierbob                                        | 9                                                | USA I                                            |
| Bob                                              | Frederick Fortune Schuyler Carron | Zweierbob                                        | Bronze                                           | USA II                                           |
| Eishockey                                        | Goodwin Harding Herbert Van Ingen Robert Baker Robert Boeser Bruce Cunliffe John Garrity Donald Geary John Joseph Kirrane Bruce Mather Allan Opsahl Frederick Pearson Stanton Priddy Jack Riley Ralph Warburton | –                                                | dq                                               |                                                  |
| Eiskunstlauf                                     | Richard Button | Herren                                           | Gold                                             |                                                  |
| Eiskunstlauf                                     | Jim Grogan | Herren                                           | 6                                                |                                                  |
| Eiskunstlauf                                     | Peter Kennedy | Paarlauf                                         | 6                                                | zusammen mit Karol Kennedy                       |
| Eiskunstlauf                                     | John Lettengarver | Herren                                           | 4                                                |                                                  |
| Eiskunstlauf                                     | Robert Swenning | Paarlauf                                         | 4                                                | zusammen mit Yvonne Sherman                      |
| Eisschnelllauf                                   | Kenneth Bartholomew | 500 m                                            | Silber                                           |                                                  |
| Eisschnelllauf                                   | Raymond Blum | 1500 m                                           | 20                                               |                                                  |
| Eisschnelllauf                                   | Raymond Blum | 5000 m                                           | 17                                               |                                                  |
| Eisschnelllauf                                   | Robert Fitzgerald | 500 m                                            | Silber                                           |                                                  |
| Eisschnelllauf                                   | Robert Fitzgerald | 1500 m                                           | 28                                               |                                                  |
| Eisschnelllauf                                   | Kenneth Henry | 500 m                                            | 5                                                |                                                  |
| Eisschnelllauf                                   | Kenneth Henry | 1500 m                                           | 22                                               |                                                  |
| Eisschnelllauf                                   | Kenneth Henry | 5000 m                                           | 18                                               |                                                  |
| Eisschnelllauf                                   | Delbert Lamb | 500 m                                            | 6                                                |                                                  |
| Eisschnelllauf                                   | Louis Rupprecht | 5000 m                                           | 21                                               |                                                  |
| Eisschnelllauf                                   | Louis Rupprecht | 10.000 m                                         | 17                                               |                                                  |
| Eisschnelllauf                                   | Arthur Seaman | 10.000 m                                         | 18                                               |                                                  |
| Eisschnelllauf                                   | Richard Solem | 5000 m                                           | 27                                               |                                                  |
| Eisschnelllauf                                   | Richard Solem | 10.000 m                                         | 19                                               |                                                  |
| Eisschnelllauf                                   | Johnny Werket | 5000 m                                           | 6                                                |                                                  |
| Eisschnelllauf                                   | Johnny Werket | 10.000 m                                         | 11                                               |                                                  |
| Skeleton                                         | Jack Heaton | –                                                | Silber                                           |                                                  |
| Skeleton                                         | William Johnson | –                                                | dnf                                              |                                                  |
| Skeleton                                         | Fairchilds MacCarthy | –                                                | 8                                                |                                                  |
| Skeleton                                         | William Martin | –                                                | 4                                                |                                                  |
| Ski Alpin                                        | Robert Blatt | Abfahrt                                          | 44                                               |                                                  |
| Ski Alpin                                        | Robert Blatt | Kombination                                      | 29                                               |                                                  |
| Ski Alpin                                        | Devereaux Jennings | Abfahrt                                          | 45                                               |                                                  |
| Ski Alpin                                        | Steve Knowlton | Abfahrt                                          | 43                                               |                                                  |
| Ski Alpin                                        | Steve Knowlton | Kombination                                      | 25                                               |                                                  |
| Ski Alpin                                        | Steve Knowlton | Slalom                                           | 16                                               |                                                  |
| Ski Alpin                                        | Barney McLean | Abfahrt                                          | 47                                               |                                                  |
| Ski Alpin                                        | Barney McLean | Kombination                                      | 26                                               |                                                  |
| Ski Alpin                                        | Barney McLean | Slalom                                           | 24                                               |                                                  |
| Ski Alpin                                        | Dick Movitz | Abfahrt                                          | 42                                               |                                                  |
| Ski Alpin                                        | Jack Reddish | Abfahrt                                          | 26                                               |                                                  |
| Ski Alpin                                        | Jack Reddish | Kombination                                      | 12                                               |                                                  |
| Ski Alpin                                        | Jack Reddish | Slalom                                           | 7                                                |                                                  |
| Ski Alpin                                        | Colin Stewart | Slalom                                           | 20                                               |                                                  |
| Ski Nordisch                                     | Walter Bietila | Spezialsprunglauf                                | 42                                               |                                                  |
| Ski Nordisch                                     | Wendell Broomhall | 18-km-Langlauf                                   | 65                                               |                                                  |
| Ski Nordisch                                     | Corey Engen | 18-km-Langlauf                                   | 75                                               |                                                  |
| Ski Nordisch                                     | Corey Engen | Kombination                                      | 26                                               |                                                  |
| Ski Nordisch                                     | Sverre Fredheim | Spezialsprunglauf                                | 12                                               |                                                  |
| Ski Nordisch                                     | Donald Johnson | 18-km-Langlauf                                   | 66                                               |                                                  |
| Ski Nordisch                                     | Donald Johnson | Kombination                                      | 27                                               |                                                  |
| Ski Nordisch                                     | Joe Perrault | Spezialsprunglauf                                | 15                                               |                                                  |
| Ski Nordisch                                     | Ralph Townsend | 18-km-Langlauf                                   | 74                                               |                                                  |
| Ski Nordisch                                     | Ralph Townsend | Kombination                                      | 33                                               |                                                  |
| Ski Nordisch                                     | Gordy Wren | 18-km-Langlauf                                   | 77                                               |                                                  |
| Ski Nordisch                                     | Gordy Wren | Kombination                                      | 29                                               |                                                  |
| Ski Nordisch                                     | Gordy Wren | Spezialsprunglauf                                | 5                                                |                                                  |

| Weibliche Teilnehmer aus den Vereinigten Staaten | Weibliche Teilnehmer aus den Vereinigten Staaten | Weibliche Teilnehmer aus den Vereinigten Staaten | Weibliche Teilnehmer aus den Vereinigten Staaten | Weibliche Teilnehmer aus den Vereinigten Staaten |
| Sportart                                         | Sportler                                         | Disziplin                                        | Platz                                            | Bemerkung                                        |
| ------------------------------------------------ | ------------------------------------------------ | ------------------------------------------------ | ------------------------------------------------ | ------------------------------------------------ |
| Eiskunstlauf                                     | Karol Kennedy                                    | Paarlauf                                         | 6                                                | zusammen mit Peter Kennedy                       |
| Eiskunstlauf                                     | Gretchen Merrill                                 | Damen                                            | 8                                                |                                                  |
| Eiskunstlauf                                     | Eileen Seigh                                     | Damen                                            | 11                                               |                                                  |
| Eiskunstlauf                                     | Yvonne Sherman                                   | Damen                                            | 6                                                |                                                  |
| Eiskunstlauf                                     | Yvonne Sherman                                   | Paarlauf                                         | 4                                                | zusammen mit Robert Swenning                     |
| Ski Alpin                                        | Gretchen Fraser                                  | Abfahrt                                          | 13                                               |                                                  |
| Ski Alpin                                        | Gretchen Fraser                                  | Slalom                                           | Gold                                             |                                                  |
| Ski Alpin                                        | Gretchen Fraser                                  | Kombination                                      | Silber                                           |                                                  |
| Ski Alpin                                        | Rebecca Cremer                                   | Abfahrt                                          | 22                                               |                                                  |
| Ski Alpin                                        | Rebecca Cremer                                   | Kombination                                      | 17                                               |                                                  |
| Ski Alpin                                        | Brynhild Grasmoen                                | Abfahrt                                          | 12                                               |                                                  |
| Ski Alpin                                        | Brynhild Grasmoen                                | Slalom                                           | 9                                                |                                                  |
| Ski Alpin                                        | Paula Kann                                       | Abfahrt                                          | 28                                               |                                                  |
| Ski Alpin                                        | Paula Kann                                       | Slalom                                           | 11                                               |                                                  |
| Ski Alpin                                        | Andrea Mead-Lawrence                             | Abfahrt                                          | 35                                               |                                                  |
| Ski Alpin                                        | Andrea Mead-Lawrence                             | Slalom                                           | 8                                                |                                                  |
| Ski Alpin                                        | Andrea Mead-Lawrence                             | Kombination                                      | 21                                               |                                                  |
| Ski Alpin                                        | Ruth-Marie Stewart                               | Abfahrt                                          | 20                                               |                                                  |
| Ski Alpin                                        | Ruth-Marie Stewart                               | Kombination                                      | 16                                               |                                                  |